# L'Ombre d'un flic

L'Ombre d'un flic est un téléfilm français réalisé par David Delrieux et diffusé le 7 janvier 2011 sur France 2.

## Synopsis
Alors qu'il dirigeait une opération visant à arrêter Zoltan, un trafiquant de drogue, le commissaire Bianco est tué par balles. Ses collègues ne parviennent pas à s'expliquer comment l'intervention a pu tourner au drame. Peu après, l'équipe accueille son remplaçant, le commissaire Ortéguy. Contrairement à son prédécesseur, il a mené une carrière sans vague. Mais la mort récente de sa fille Caroline l'a profondément meurtri.

## Fiche technique
- Scénario et dialogues : Gérard Carré, Jean-Michel Jouanteguy
- Diffuseur : France 2
- Musique : Arland Wrigley
- Durée : 90 min
- Pays :  France
- Genre : Policier
- Société de Production : Image et Compagnie
- Productrice : Isabele Degeorges
- Année de production : 2010

## Distribution
- Aurélien Recoing : Julien Ortéguy
- Pascal Demolon : Louvier
- Natalia Dontcheva : Sarah
- Fabien Aïssa Busetta : Tony
- Alexandre Varga : Igor
- Husky Kihal : Bianco
- Coralie Revel : Sandra
- Igor Skreblin : Zoran
- Nadia Fossier : Solange
- Jean-Claude Dauphin : Louis Reval